# Mario Menéndez
Mario Benjamin Menéndez (* 3. April 1930 in Chañar Ladeado, Provinz Santa Fe; nach anderen Quellen in Buenos Aires; † 18. September 2015) war ein argentinischer Offizier im Dienstgrad eines Brigadegenerals.

## Leben
Menéndez stammte aus einer Familie von Militärs. Zwei seiner Onkel, die ebenfalls Mario Benjamin Menéndez hießen, waren ebenfalls Generale. Ein Onkel war 1951 an der Vorbereitung eines Staatsstreichs gegen Juan Perón beteiligt; der andere Onkel beteiligte sich 1978 an einem geplanten Staatsstreich gegen die argentinische Militärjunta. Menéndez begann seine militärische Laufbahn als Kadett an der Staatlichen Militärakademie (Colegio Militar de la Nación).
Als Oberst war er 1981 führend an der Operativo Independencia, einer Operation der Streitkräfte Argentiniens zur Niederschlagung der separatistischen marxistischen Revolutionären Volksarmee (Ejército Revolucionario del Pueblo) in der Provinz Tucumán, beteiligt. 1982 wurde er zum General des Heeres (Ejército Argentino) ernannt und wurde Kommandant des Ersten Armeekorps (Primer Cuerpo de Ejército).

## Befehlshaber im Falklandkrieg
Menéndez traf am 7. April 1982, wenige Tage nach dem Beginn der argentinischen Militäroffensive im Falklandkrieg, in Stanley, der Hauptstadt der Falklandinseln, ein. Seine Absicht war es, die Herrschaft über das Territorium zu übernehmen. 
Am 26. April 1982 ernannte er sich selbst zum Militärgouverneur der Malwinen, Südgeorgiens und der Südlichen Sandwichinseln (Comandante Conjunto de las Islas Malvinas); dieses Vorgehen wurde von der argentinischen Regierung später gebilligt. 
Am 14. Juni 1982 führte Menéndez ein Funkgespräch mit Präsident Leopoldo Galtieri über den weiteren Kriegsverlauf. Galtieri versuchte in diesem Gespräch, die Verantwortung für den weiteren Kriegsverlauf auf Menéndez zu „übertragen“, indem er argumentierte, die Verantwortung läge schließlich bei Menéndez. Menéndez, der Unterstützung seiner Regierung nicht mehr sicher, kapitulierte schließlich gleichentags gegenüber den Streitkräften des Vereinigten Königreichs.
Am 27. Juli 1982 nach Beendigung des Falklandkrieges wurde Menéndez aus allen militärischen Ämtern entlassen.

## Aktivitäten nach dem Krieg
Im Oktober 1983 und damit in den letzten Monaten der Präsidentschaft Reynaldo Bignones wurde Menéndez nach Angaben seiner Mutter, Hilda Villarino de Menéndez, verhaftet und 60 Tage disziplinarisch arrestiert. Hilda Villarino de Menéndez erklärte, die Verhaftung ihres Sohnes habe offensichtlich etwas mit der Veröffentlichung eines Buches zu tun, das ihr Sohn über seine Erlebnisse während der Zeit des Falklandkrieges geschrieben habe.
2009 erklärte Menéndez, dass die Zahl von 30.000 Personen, die während der Militärdiktatur in Argentinien verschwunden seien, nicht zutreffe. Nach Auffassung von Menéndez handele es sich dabei um eine „erfundene“ Zahl. Er selbst bestreite nicht, dass solche Dinge passiert seien; er bestreite jedoch die genannte Zahl und das angebliche Ausmaß. Auch griff er den früheren General der Streitkräfte Martín Antonio Balza an, der die Zahl von 30.000 Desaparecidos bekräftigte.
2012 wurde er als Verantwortlicher für ein Foltergefängnis ("La Escuelita") in Tucumán während der Militärdiktatur angeklagt. Dort sollen um die 1.500 Personen unrechtmäßig inhaftiert gewesen sein. Er starb 2015 noch vor Verkündung des Urteils.

## Werke
- Malvinas: testimonio de su gobernador. Editorial Sudamericana, Buenos Aires 1983. ISBN 978-950-07-0170-9